# 島原三柴
島原三柴，又稱島原三太郎，是三隻柴犬，位於日本長崎縣島原市桜町953-1。從2018年起，被人們發現其從自家庭園牆上三個小洞同時探頭的可愛模樣而爆紅，開始成為遊客拍照及打卡的熱門景點。而造成此一情景的原因是，飼主發現三隻柴犬經常在陽台窺伺外面的風景，因此在搬新家的時候，飼主特地於外牆開了18個洞口，讓這三隻好奇心滿滿的柴犬可以探頭出去。

## 外部連結
- 島原三柴的Instagram帳戶